# دولنی ویزد (ناحیه سویتاوی)
دولنی ویزد (ناحیه سویتاوی) (به چکی: Dolní Újezd) یک منطقهٔ مسکونی در جمهوری چک است که در ناحیه سویتاوی واقع شده‌است. دولنی ویزد ۱۹٫۷۱ کیلومتر مربع مساحت و ۱٬۹۸۳ نفر جمعیت دارد و ۵۰۵ متر بالاتر از سطح دریا واقع شده‌است.